# Ибанский язык
Иба́нский язык (Bahasa Iban) — язык народа ибан, один из австронезийских языков, входит в малайско-даякскую группу западнозондской зоны. Распространён на острове Калимантан в широком регионе, включающем малайзийские штаты Саравак и Сабах и территорию Индонезии. Число говорящих — около 700 тысяч человек. Преобладают аналитические способы выражения грамматического значения. Письменность на латинской графической основе.

## Перевод Библии
Среди ибан распространено христианство; Библия (ибан."Буп Кудус" — Священное писание) была переведена на ибанский язык в 1988 году. В связи с некоторыми совпадениями библейского языка и принятой в Малайзии традиционной мусульманской терминологии на распространение ибанской Библии некоторое время был наложен запрет.

## Приветствие
Селамат паги (Доброе утро) — общеиндонезийское приветствие.